# Gullsby, Sunne socken
Gullsby är en bebyggelse  strax öster om Sunne i Sunne socken i Sunne kommun, Värmlands län. SCB avgränsade från 1995 till 2020  en småort benämnd Södra Borgeby och Gullsby som även omfattade Södra Borgeby strax söderut. År 2020 delades småorten och Gullsby klassades sedan från 2023 som en separat småort.